# نازیک آصلانیان
نازیک مازرپتی آصلانیان (ارمنی: Նազիկ Մարզպետի Ասլանյան؛ انگلیسی: Nazik Aslanyan؛ زادهٔ ۲۰ فوریهٔ ۱۹۷۷) نقاش اهل ارمنستان است.

## زندگی‌نامه
وی در ۲۰ فوریهٔ ۱۹۷۷ در ایروان به دنیا آمد و از مرکز ملی زیبایی‌شناسی هنریک ایگیتیان (۱۹۹۱) و آکادمی دولتی هنرهای زیبای ارمنستان (۱۹۹۹) فارغ‌التحصیل گشت. وی عضو اتحادیه نقاشان ارمنستان می‌باشد. 